# Wollaston-Inseln
Die Wollaston-Inseln (spanisch Islas Wollaston) sind eine unbewohnte Inselgruppe im Feuerland-Archipel im Süden Chiles, etwa 60 km südlich von Puerto Williams gelegen. Administrativ gehören die Inseln zur Gemeinde Cabo de Hornos in der Región de Magallanes y de la Antártica Chilena. Benannt wurde die Inselgruppe zwischen 1821 und 1823 vom britischen Marine-Offizier Henry Foster zu Ehren von William Hyde Wollaston, einem englischen Arzt, Physiker und Chemiker. Bei den Yámana hießen die Inseln Yachkusin, zu deutsch „Ort der Inseln“.

## Geographie
Zur Inselgruppe gehören vier Inseln und zahlreiche Felsen. Größte und Hauptinsel ist Isla Wollaston im Zentrum der Gruppe, mit einer Fläche von 221,9 km². Die drei anderen Inseln sind Isla Grevy, Isla Bayly sowie Isla Freycinet. Höchste Erhebung ist der Monte Hyde auf der Hauptinsel mit 670 Metern.
Die Entfernung der Inselgruppe zur Insel Navarino beträgt von der Isla Grevy aus im Norden 25 km und im Westen zur Insel Hoste 16 km, speziell zu deren Hardy-Halbinsel mit dem Falschen Kap Hoorn. Dazwischen liegt jeweils die Bahía Nassau. Im Osten liegt der offene Atlantik.
Wenige Kilometer südlich der Wollaston-Inseln liegt die Gruppe der Hermite-Inseln mit der Insel Hornos, auf der sich das Kap Hoorn befindet. Die beiden Inselgruppen werden durch den Canal Franklin getrennt, der an den engsten Stellen 1,3 km (von der Isla Freycinet zur Isla Herschel) bis 1,5 km (von der Isla Wollaston zur Isla Herschel) misst.
Die Wollaston-Inseln sind Bestandteil des Nationalparks Kap Hoorn.

### Klima und Vegetation
Klimatisch werden die Wollaston-Inseln uneinheitlich entweder der kühlgemäßigten oder polaren Klimazone zugeordnet. Nur sehr wenige Autoren verorten über den Ozeanen der Südhalbkugel eine kaltgemäßigte „antiboreale“ Klimazone. Nach der bekannten Klimaklassifikation von Köppen & Geiger liegt die Insel im Tundrenklima (ET). Die Jahreszeitenklimate nach Troll & Paffen weisen subpolares, hochozeanisches Klima (I.4) aus.
Die für das ganzjährig unter 10 °C liegende nasskalte und dauernd windige Klima typische Vegetation ist die sogenannte „Magellantundra“ mit subpolarem Grasland. Im Gegensatz zur echten Tundra gibt es keinen Permafrostboden.